# 頬焼阿弥陀縁起

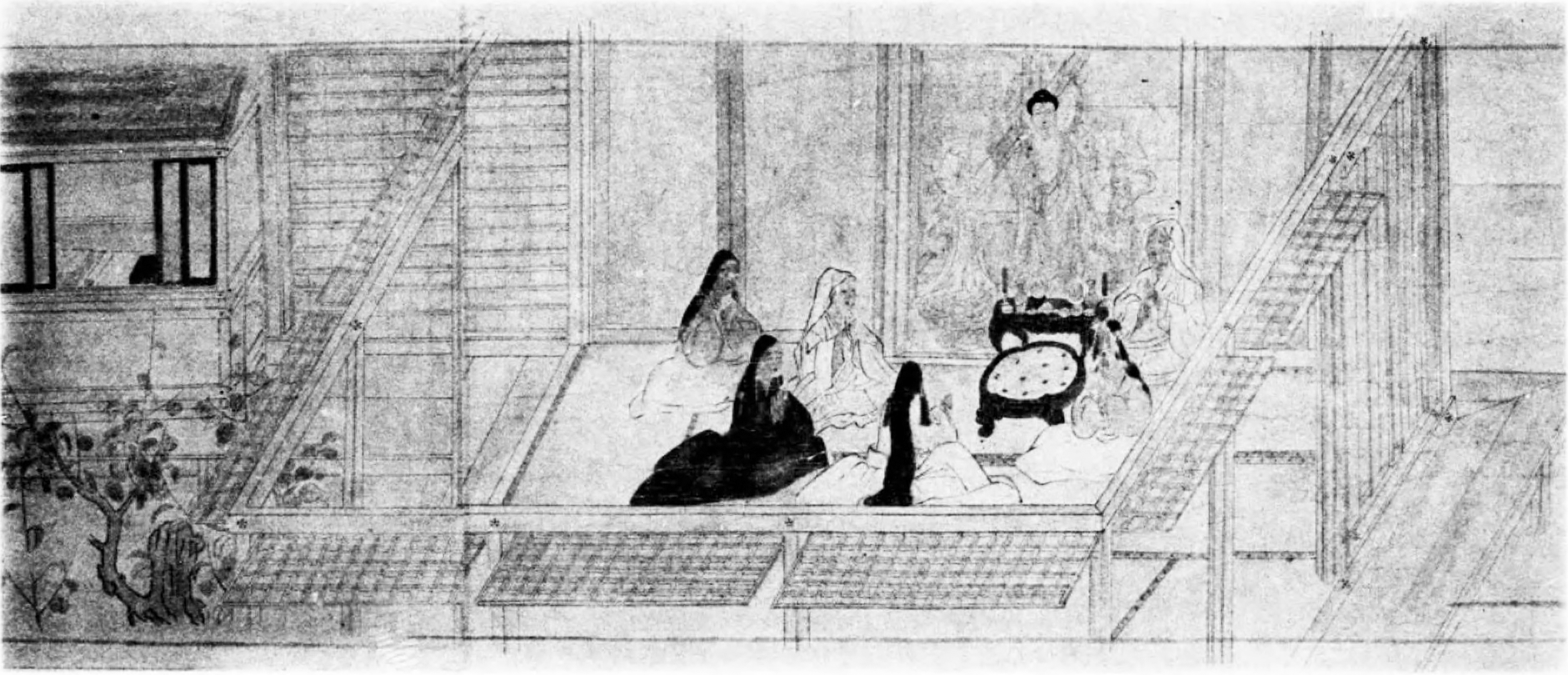
上巻より

頬焼阿弥陀縁起（ほおやきあみだえんぎ）は、鎌倉時代後期に成立した日本の絵巻物。阿弥陀如来像が人間の罪を肩代わりしたという身代わり仏の霊験譚や、寺院の草創に至った来由を描いたもので、神奈川県鎌倉市の光触寺に伝来し、重要文化財に指定されている。現在は鎌倉国宝館に所蔵される。
伝承では絵を土佐光興、詞書を冷泉為相が筆したと伝えられている。

## 概要

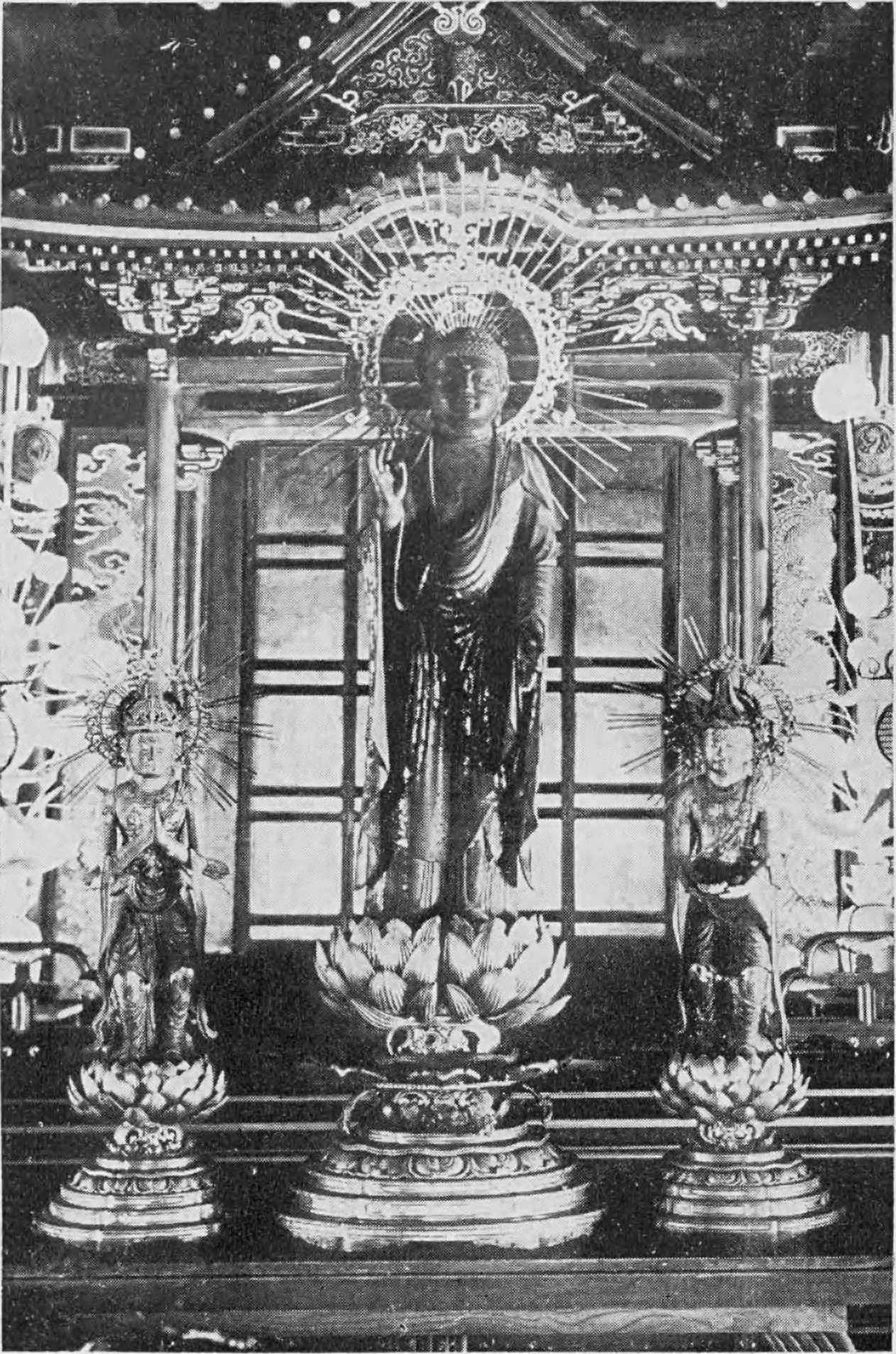
阿弥陀如来及両脇侍立像

鎌倉市十二所の光触寺（旧称：岩蔵寺）本尊である阿弥陀如来像（通称: 頬焼阿弥陀）にまつわる説話を描いたものといわれ、鎌倉仏教の一典型である「代受苦」の思想を表しているとされる縁起絵巻である。内容は上下二巻から成り、上巻が物語の序盤から阿弥陀仏の身代わりとなった事件まで、下巻がその後の信仰の広まりと関連人物の往生を描いている。
鎌倉末期から南北朝期にかけて制作されたとされる。下巻には、文和四年（1355年）9月下旬との奥書が含まれており、これによれば、当時法印・権大僧都であった請厳が、絵巻を結縁のために十二所道場（現在の光触寺）に寄進したと記されている。そのことから、それ以前、14世紀初期に成立したと考えられている。
同時代に成立した仏教説話集『沙石集』にも類似の身代わり譚が収録されていることが知られる。罰を受ける人物が女性に変更されるなどの細かな違いがあるが、念仏信仰の功徳を強調している点は共通している。
保存状態は良好ではなく、痛みやそれに伴う後年の補筆、補彩がみられる。副本によれば、万治三年（1661年）には既に損壊しており、延宝4年（1676年）に修復されたとある。また、「頬焼阿弥陀縁起」との題も後世に貼り付けられたものであって、原題は不明である。
絵には鎌倉末期の仏教美術に特徴的な細密な描写、作風が窺えるという。詞書は、仏教的な教訓や因果応報を強調する内容で、物語性と教化の側面を併せ持つ。
1900年（明治33年）4月7日、「紙本淡彩頬焼阿弥陀縁起」として旧国宝（重要文化財）に指定された。寺には模本（紙本著色頬焼阿弥陀縁起絵巻模本）も所蔵されており、これは1988年（昭和63年）10月12日に鎌倉市指定文化財となっている。

## 内容
本作は上下二巻から成り、内容は四部に大別される。
- 阿弥陀如来像の造立（上巻第一 – 二段）

鎌倉の女性「町の局（つぼね）」が仏師雲慶（運慶）に依頼し、阿弥陀如来像を建立した。
- 下法師万歳への火印の罰と身代わり説話（第三段 – 七段、下巻第一段）

町の局に仕えていた下法師万歳が盗みを疑われ、火印の罰を受ける。しかし、その罰を阿弥陀如来が身代わりで頬に受けたという奇跡が語られる。
- 阿弥陀如来像の修復、寺院建立（第二 – 三段）

阿弥陀如来像に生じた火傷を修復しようと試みるが成功せず、関わった仏師が次々に急死する。その後、町の局は出家して「火印堂（かなやきどう）」と呼ばれる堂を建立、像を安置して人々の信仰を集める。
- 関係者たちの往生（第四 – 八段）

万歳や町の局らが念仏の功徳によって極楽浄土に往生する。

## 作者
頬焼阿弥陀縁起の作者については、確証が存在しない。副本の奥書では不明とされている一方、絵巻添状は絵を土佐光興、詞書は冷泉為相の筆と伝える。新編鎌倉志の光触寺項もこれに倣って作者名を記している。

特に、土佐光興という人物は光明寺蔵の国宝「当麻曼荼羅縁起」でも画家と伝えられているが、記録上では不明な人物である。「古画備考」は、
土佐光興左近将監トアリ、土佐系図ニ本トモ此人無㆑之、其外画書㆓不㆑見、
○鎌倉志云、光触寺縁起二巻、筆者亜相藤原為相、画ハ土佐将監光興也、跋文和第四暦、暮秋下旬、権大僧都靖厳トアリ、...
として土佐家の系図に名前がないことを指摘している。

また、享保12年（1727年）日輪寺25代旦牛が、徳川吉宗への上覧のため、同寺へ鎌倉の寺院から什物を取り寄せた際に筆した「本尊縁起之旧記 浅草日輪寺廿五代旦牛和尚筆」では、作者について添状にある2名を書いたうえで、奥書に以下のように記した。
土佐光興ハ四拾年之内ニ罷成候、時代違候、今之土佐祖父ニ而候、又光信於以前之土佐ニ而候由、住吉内蔵之允被申候、
為相卿今年七月十七日四百回之由、其元浄光明寺ニ而、冷泉両家於法事有之由、大庭昌長被申越候
つまり為相については同年に400回忌があったように時代の整合性がある一方で、土佐光興は（当時）40年以内の人物で時代が異なり、縁起の画家は土佐光信以前の人物だと住吉広保（住吉派第3代）に聞いている、と懐疑的に述べている。
美術史学者の眞保亨は「『頬焼阿弥陀縁起』について」の中で、為相の説は一定の可能性を認めたうえで、光興に関しては土佐派の著名な土佐将監光起から生じた不明の人物で、実際には中央の流れを汲み、やまと絵や仏画を善くする鎌倉在住の画人によるものではないかと考察している。